# Clan Toyotomi
El clan Toyotomi (豊臣氏, Toyotomi-uji) va ser una família japonesa d'origen humil i vida breu, però que va tenir gran influència durant el període Azuchi-Momoyama de la història del Japó.
El clan va ser oficialment fundat el 1596 quan Hashiba Hideyoshi, que tot i ser membre d'una família samurai d'orígens camperols s'havia sigut un dels més fidels generals d'Oda Nobunaga, va rebre el cognom Toyotomi de l'emperador. Hideyoshi havia intentat aconseguir el títol de shogun, que se li va ser impedit a causa del seu humils orígens, no obstant se li havia concedit el càrrec de kampaku (regent imperial) el 1585; va abdicar aquest encàrrec el 1591 en el seu nebot Miyoshi Nobuyoshi, que seguint la seva pujada havia canviat nom abans en Hashiba Hidetsugu i després a Toyotomi Hidetsugu.
El clan va perdre el seu poder i va extingir la seva línia masculina amb la derrota de Toyotomi Hideyori, fill i hereu de Hideyoshi, el 1615, durant el setge d'Osaka.